# BJ・ペン

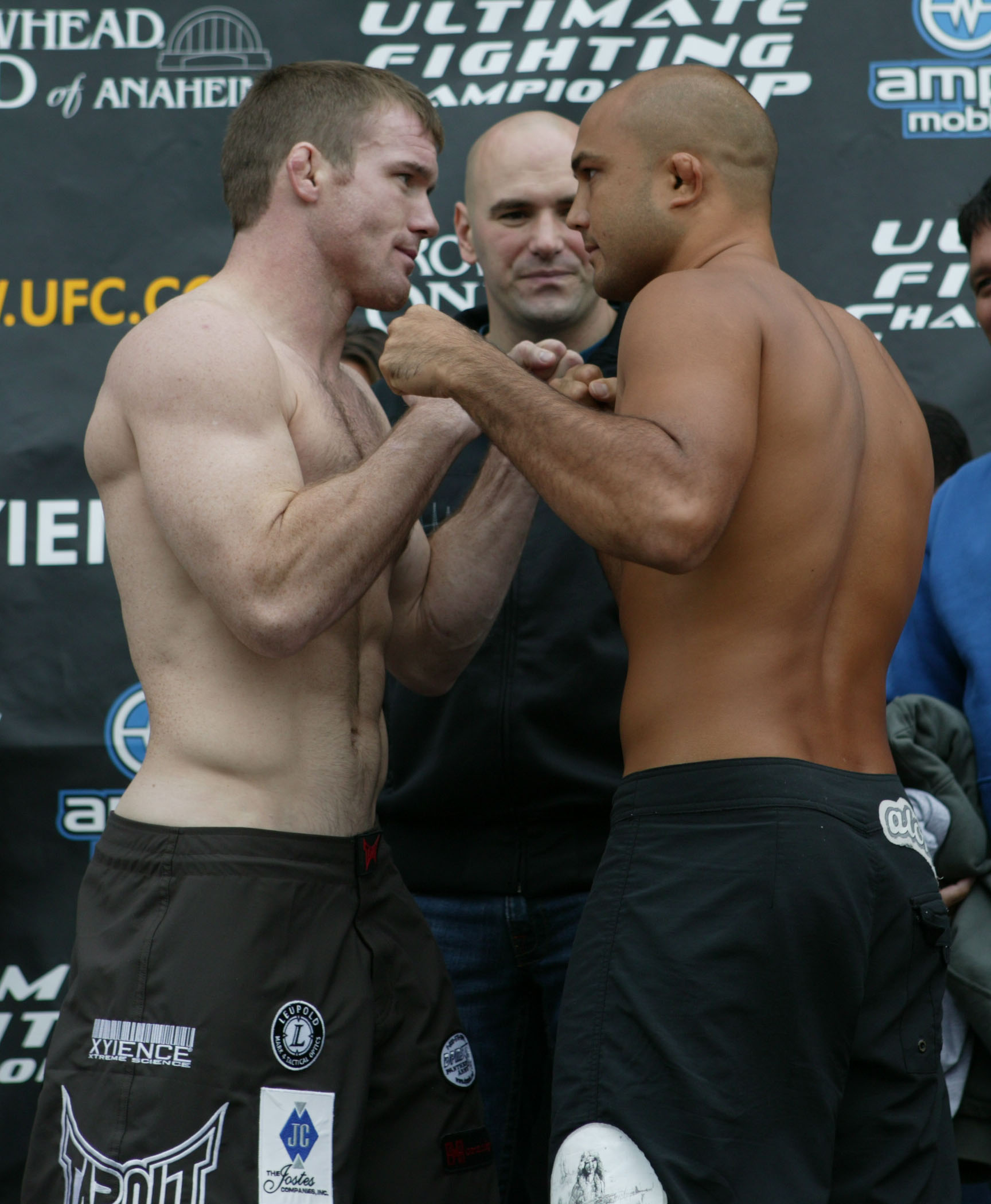
2006年9月、計量を終え、ステアダウンを行うマット・ヒューズ（左）とペン

ジェイ・ディー・"B.J."・ペン III（Jay Dee Penn III、1978年12月13日 - ）は、アメリカ合衆国の男性総合格闘家、柔術家。ハワイ州カイルア出身。BJ・ペンズMMA主宰。元UFC世界ライト級王者。元UFC世界ウェルター級王者。UFC史上2人目の二階級制覇王者。UFC殿堂入り。
史上初めてブラジル人以外で柔術世界選手権を優勝した選手。寝技だけでなく、名ボクシングトレーナーのフレディ・ローチから絶賛されるほど優れたボクシング技術も持つ。また、UFCでライト級とウェルター級の2階級制覇を達成しただけでなく、自身の適性階級より遥かに重いミドル級、ライトヘビー級でも強豪と互角以上に渡り合った。

## 来歴
裕福な家庭で育ったが、少年時代はハワイ島でケンカにあけくれる毎日を送っていた。17歳の頃、近所にできた柔術道場でブラジリアン柔術を始める。その後間もなくして、ブラジリアン柔術の修行でアメリカ本土へ渡り、1997年にカリフォルニア州のハウフ・グレイシーの道場に入門。ノヴァウニオンに移籍し、2000年にアンドレ・ペデネイラスから黒帯を授与される。
黒帯を授与された3週間後の2000年7月に、柔術世界選手権に出場して黒帯ペナ（67kg）級で優勝。ブラジル人以外の選手として史上初めて柔術世界選手権を制する快挙を成し遂げた。

### 総合格闘技デビュー・UFC
2001年5月4日、総合格闘技デビュー戦となったUFC 31でジョーイ・ギルバートと対戦し、パウンドでTKO勝ちを収めた。
2001年11月2日、UFC 34で宇野薫と対戦し、開始11秒でスタンドパンチの連打によるKO勝ち。
2002年1月11日、UFC 35のUFC世界ライト級タイトルマッチで王者のジェンス・パルヴァーに挑戦し、0-2の判定負けを喫し王座獲得に失敗した。
2002年9月27日、UFC 39のライト級王座決定トーナメント1回戦でマット・セラと対戦し、3-0の判定勝ちで決勝に進出した。
2003年2月28日、UFC 41のライト級王座決定トーナメント決勝戦で宇野薫と再戦し、1-1の判定で引き分け王座獲得はならなかった。
五味戦
2003年10月10日、地元ハワイのRumble on the Rock 4で五味隆典と対戦。3Rにチョークスリーパーによる一本勝ち。

#### UFC世界ウェルター級王座獲得
ヒューズ第1戦
2004年1月31日、階級をウェルター級に上げUFC 46のUFCF世界ウェルター級タイトルマッチで王者のマット・ヒューズに挑戦し、当時ウェルター級で敵無しだったヒューズを圧倒し1Rにチョークスリーパーで破る番狂わせで王座獲得に成功した。
UFCに対戦する意味のある相手がもう残っていないとしてK-1（FEG）と契約。これに対しUFCは契約違反でありペンは王座防衛を拒否したとして、2004年5月にペンのUFC世界ウェルター級王座を剥奪した。

### UFC離脱後
2004年5月22日、K-1 ROMANEXでドゥエイン・ラドウィックとウェルター契約で対戦し、肩固めで一本勝ちを収めた。
2004年11月20日、Rumble on the Rock 6でホドリゴ・グレイシーとミドル級契約で対戦し、判定勝ちを収めた。
2005年3月26日、HERO'S旗揚げ戦において無差別級契約でリョート・マチダと対戦。マスト方式の判定0-3で敗れたものの、102kgのマチダに対しペンは86.5kgと15.5kgの体重差があるにもかかわらず互角に渡り合った。
2005年7月29日、	K-1 WORLD GP 2005 in HAWAIIでヘンゾ・グレイシーとミドル級契約で対戦し、判定勝ちを収めた。

### UFC復帰
2005年11月19日のUFC 56でUFCと和解したペンが復帰することが発表された。
サンピエール第1戦
2006年3月4日、2年1か月ぶりのUFC復帰戦となったUFC 58でジョルジュ・サンピエールと対戦し、一進一退の攻防の末に1-2の僅差判定負け。
ヒューズ第2戦
2006年9月23日、ジョルジュ・サンピエールの負傷により代役としてUFC 63のUFC世界ウェルター級タイトルマッチで王者のマット・ヒューズに挑戦。打撃や変形三角絞めなどで序盤は圧倒しながらも2Rに呼吸困難になるほど肋骨を痛め失速、3RにパウンドによるTKO負けを喫し王座獲得に失敗した。
2007年、「The Ultimate Fighter」のシーズン5でジェンス・パルヴァーと共にそれぞれのチームのヘッドコーチを務め、コーチ対決となった2007年6月23日のフィナーレでジェンス・パルヴァーと対戦、チョークスリーパーで一本勝ちし、5年半ぶりにリベンジを果たした。

#### UFC世界ライト級王座獲得・二階級制覇
2008年1月19日、UFC 80のUFC世界ライト級王座決定戦でジョー・スティーブンソンと対戦。1Rに右肘打ちで大流血に追い込み、最後はチョークスリーパーで一本勝ちを収め王座獲得に成功、ランディ・クートゥアに続くUFC史上2人目の2階級制覇を達成。サブミッション・オブ・ザ・ナイトを受賞した。当初は暫定王座決定戦として予定されていたが、王者ショーン・シャークがUFC 73においての薬物検査失格で王座を正式に剥奪されたため、正王者の決定戦にスライドする形となった。
2008年5月24日、UFC 84のUFC世界ライト級タイトルマッチで挑戦者のショーン・シャークと対戦。スタンドの攻防で優位に立ち、3ラウンド終了間際に飛び膝蹴りでダウンを奪うとパウンドを連打、ラウンド終了によりKOはできなかったものの、そのダメージでシャークは試合を続行できず、3R終了時のTKO勝ちにより王座の初防衛に成功した。試合後のマイクでは「Do you want GSP?」と観客を煽り、ジョルジュ・サンピエールとの再戦をアピールした。
サンピエール第2戦
2009年1月31日、ライト級王座を保持したままUFC 94のUFC世界ウェルター級タイトルマッチで王者のジョルジュ・サンピエールに挑戦。「現代MMA最高の一戦」と銘打たれた試合であったが、拮抗した1R以降は終始ポジショニングで優位に立たれ、パウンドによるダメージの蓄積で4R終了時にコーナーストップによるTKO負けを喫し王座獲得に失敗した。
試合後、ペン陣営は「インターバル中にサンピエールのセコンドがサンピエールの顔にワセリンを塗った手で直後に背中をさすった」（その場で直ぐに背中と胸のワセリンがネバダ州アスレチック・コミッションにより拭き取られ、セコンドも注意を与えられている）として提訴したがネバダ州アスレチック・コミッションは違反ではないと判断を下した。この事がきっかけとなり後にルールが改正され、選手のセコンドによるワセリンの塗布が禁止されワセリンを選手に塗布出来るのは公式のカットマンのみとなり、オクタゴンに入る際に、選手はカットマンによりワセリンを塗布された後はセコンドとハグなどの接触が一切禁止されるようになった。
2009年8月8日、UFC 101のUFC世界ライト級タイトルマッチで挑戦者のケニー・フロリアンと対戦。4Rにチョークスリーパーで一本勝ちし、2度目の王座防衛に成功。サブミッション・オブ・ザ・ナイトを受賞した。
2009年12月12日、UFC 107のUFC世界ライト級タイトルマッチで挑戦者のディエゴ・サンチェスと対戦。一度もテイクダウンを許さず、終始打撃で圧倒。最終ラウンドに右ハイキックで額をカットさせてドクターストップによるTKO勝ちを収め、3度目の王座防衛に成功した。
2010年4月10日、アブダビで開催されたUFC 112のUFC世界ライト級タイトルマッチで挑戦者のフランク・エドガーと対戦。5Rを戦い0-3の判定負けにより王座防衛に失敗、2年余りに渡って保持していたライト級王座を失った。海外のMMAメディアサイトの採点では9人中8人の記者がペンの勝利を支持したが、非常に判定の難しい試合内容であり、手数ではエドガー、有効打ではペンと意見の分かれる判定となったため、すぐに再戦が組まれることとなった。
2010年8月28日、UFC 118で王者のフランク・エドガーとダイレクトリマッチとなるUFC世界ライト級タイトルマッチに挑むが、全ラウンドを通じて手数とテイクダウンの数で上回られ、0-3の判定負けを喫し王座獲得に失敗した。
ヒューズ第3戦
2010年11月21日、階級をウェルター級に上げUFC 123でマット・ヒューズと対戦。右ストレートからのパウンドで21秒KO勝ち。ノックアウト・オブ・ザ・ナイトを受賞した。ヒューズとのラバーマッチであり、通算戦績を2勝1敗とした。
2011年2月27日、UFC 127でジョン・フィッチと対戦し、0-1の判定ドローとなった。
2011年10月29日、UFC 137でニック・ディアスと対戦し、0-3の判定負け。敗れはしたものの、ファイト・オブ・ザ・ナイトを受賞した。試合後に「ニックには脱帽だよ。彼は男だ。みんなが俺をこの場所で見るのは恐らくこれが最後だ。俺はトップレベルでのパフォーマンスを続けることが出来なくなった。娘もいるし、もう一人生まれてくる予定なんだ。こんな風になって家に帰りたくはないんだ。」と引退を示唆するが、3日後の11月1日には、暫らく休養を取るつもりだが引退を正式に決めたわけではないと自身の公式サイトで発表し、その後ペンのマネージャーにより現役続行が発表された。
2012年12月8日、UFC on FOX 5でローリー・マクドナルドと対戦するも、2RにはボディーブローでKO寸前にまで追い詰められ、0-3の判定負けを喫した。
2014年4月から放送が始まった「The Ultimate Fighter」のシーズン19でフランク・エドガーと共にそれぞれのチームのヘッドコーチを務めた。
2014年7月6日、階級をフェザー級に下げThe Ultimate Fighter 19 Finaleでコーチ対決としてフェザー級ランキング3位のエドガーと通算3度目の対戦。ペンはこの試合のためにノヴァウニオンに復帰をしてアンドレ・ペデネイラスのコーチの下、ヘナン・バラオンやジョゼ・アルドとトレーニングキャンプを行っていたが、試合はエドガーに終始圧倒され、3RTKO負け。試合後には「俺は今夜ケージに戻ってくるべきではなかった。ダナ・ホワイトはもう終わりだと言っていたけど、同意しなければならない」と語り、引退を表明した。
2016年6月5日、UFC 199でコール・ミラーとの対戦が決まっていたが、米国アンチドーピング機関（USADA）が3月25日に競技外抜き打ち検査を実施した際に、ペンがグルタチオンを点滴した事をUSADAの検査官へ報告したところ、グルタチオンは禁止薬物ではないが、点滴行為自体がドーピング規定に違反する行為だとして、6か月の出場停止処分を受けた。ペンはこの事について、グレッグ・ジャクソンのチームドクターにトレーニングの疲労から来る視力の低下やめまいの診断を受けたところ、グルタチオンを点滴投与することを勧められた為、グルタチオンがUSADAの禁止薬物リストに記載されていないことを確認した上で点滴投与したが、計量後の点滴が禁止されたことは知っていたものの、点滴が計量後だけでなく365日1年を通して禁止だったことを知らずに点滴を使用してしまったと弁明した。
2017年1月15日、2年6か月ぶりの復帰戦となったUFC Fight Night: Rodríguez vs. Pennでフェザー級ランキング10位のヤイール・ロドリゲスと対戦し、パウンドでTKO負け。
2018年12月29日、階級をライト級に戻しUFC 232でライアン・ホールと対戦し、ヒールフックで一本負け。自身初の一本負けを喫した。
2019年5月11日、UFC 237でクレイ・グイダと対戦し、判定負けを喫した。7連敗となった。
2019年9月、ペンがハワイの路上で平手打ちを貰ってダウンする動画と、ペンが殴った男のバックマウントを取ってパウンドを落とす、2本の動画がTMZ Sportsで記事になる。ペンはその動画について、ペンを平手打ちで殴った男は幼い頃からの友人だが、店で飲んでいたところその友人が突然怒り出し喧嘩をふっかけてきたので、外へ連れ出して、落ち着かせるためにハグをしたが殴られ、それを何度か繰り返してるうちにダウンをしてしまい、起き上がるとまだその友人が殴って来たので、自分の身を守るためにバックマウントを取ってパウンドを落としたのだと釈明をした。また、動画をリークした持ち主に一部を切り取ったものではなく今回の件の全体像がわかるように全編の動画を出して欲しいと訴えた。なお警官が駆けつけたものの、友人とペン両者ともに被害を訴えなかったためどちらも逮捕されず、捜査もされなかった。
2019年9月27日、UFCからリリースされた。
2022年のハワイ州知事選挙に共和党から立候補することを表明し、共和党予備選で26.1%の得票率を獲得したものの当選したデューク・アイオナ（得票率49.6%）に次ぐ次点に終わった。

## 人物・エピソード

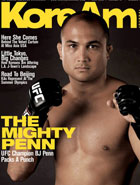
アメリカの月刊誌KoreAmの表紙に起用されるペン (2008年7月号)

- ニックネーム"B.J."の由来は、ペンの両親はペンの兄弟の内3人にジェイ・ディー・ペン（それぞれI世、II世、III世）と名付けており、その中で最年少であるペンは"Baby Jay"（ベイビー・ジェイ）と呼ばれていたが、そのニックネームを短縮したものである。
- ニックネームの神童・天才（ザ・プロディジー）は、ブラジリアン柔術は黒帯を取得するだけでも10年かかるとされているが、ペンはブラジリアン柔術を本格的に始めてからわずか3年で柔術世界選手権を優勝したことで、この並外れた偉業を讃えられそう呼ばれるようになったことに由来する。
- 2004年にUFCを離脱してFEGと契約してからUFCに復帰するまでの間は無差別級世界最強を目指して階級を上げていた。ミドル級のホドリゴ・グレイシーに寝技で完封勝ちし、ライトヘビー級で無敗を誇るリョート・マチダと無差別級契約で対戦して15kg以上の体重差をものともせずに互角に渡り合う活躍を見せた。
- ボクシング史上に残る名トレーナーであるフレディ・ローチが「私がこれまで見たMMAファイターの中でもBJ・ペンはベストストライカーだ」とペンのボクシング技術を絶賛している[22]。
- 山本"KID"徳郁と親交が深い。一緒に練習した際にKIDは「BJは強い。特に寝技のスパーリングでは一回も勝てなかった」と苦笑交じりに語っている[23]。
- 2005年5月7日、Rumble on the Rock 7の大会終了後にパーティが行われていたワイキキのナイトクラブの外で警察官に暴行を働いたとして逮捕された[24][25]。ペンの弁護士によると、ペンは彼の兄弟を騒ぎから救おうとしていて、群衆に入るために誰かを彼の側の方に押しやったところ、それがたまたま警官だったとのこと[26]。ペンは2007年8月に告訴に対する申し立てをせず、2007年12月11日に1年の執行猶予を受けた[27]。

## 戦績
| 総合格闘技 戦績 | 総合格闘技 戦績 | 総合格闘技 戦績 | 総合格闘技 戦績 | 総合格闘技 戦績 | 総合格闘技 戦績 | 総合格闘技 戦績 |
| --------------- | --------------- | --------------- | --------------- | --------------- | --------------- | --------------- |
| 32 試合         | (T)KO           | 一本            | 判定            | その他          | 引き分け        | 無効試合        |
| 16 勝           | 7               | 6               | 3               | 0               | 2               | 0               |
| 14 敗           | 4               | 1               | 9               | 0               | 2               | 0               |

| 勝敗 | 対戦相手                 | 試合結果                            | 大会名                                                             | 開催年月日     |
| ×    | クレイ・グイダ           | 5分3R終了 判定0-3                   | UFC 237: Namajunas vs. Andrade                                     | 2019年5月11日  |
| ×    | ライアン・ホール         | 1R 2:46 ヒールフック                | UFC 232: Jones vs. Gustafsson 2                                    | 2018年12月29日 |
| ×    | デニス・シヴァー         | 5分3R終了 判定0-2                   | UFC Fight Night: Chiesa vs. Lee                                    | 2017年6月25日  |
| ×    | ヤイール・ロドリゲス     | 2R 0:24 TKO（右前蹴り→パウンド）    | UFC Fight Night: Rodriguez vs. Penn                                | 2017年1月15日  |
| ×    | フランク・エドガー       | 3R 4:16 TKO（パウンド）             | The Ultimate Fighter 19 Finale                                     | 2014年7月6日   |
| ×    | ローリー・マクドナルド   | 5分3R終了 判定0-3                   | UFC on FOX 5: Henderson vs. Diaz                                   | 2012年12月8日  |
| ×    | ニック・ディアス         | 5分3R終了 判定0-3                   | UFC 137: Penn vs. Diaz                                             | 2011年10月29日 |
| △    | ジョン・フィッチ         | 5分3R終了 判定0-1                   | UFC 127: Penn vs. Fitch                                            | 2011年2月27日  |
| ○    | マット・ヒューズ         | 1R 0:21 KO（右ストレート→パウンド） | UFC 123: Rampage vs. Machida                                       | 2010年11月21日 |
| ×    | フランク・エドガー       | 5分5R終了 判定0-3                   | UFC 118: Edgar vs. Penn 2 【UFC世界ライト級タイトルマッチ】        | 2010年8月28日  |
| ×    | フランク・エドガー       | 5分5R終了 判定0-3                   | UFC 112: Invincible 【UFC世界ライト級タイトルマッチ】              | 2010年4月10日  |
| ○    | ディエゴ・サンチェス     | 5R 2:37 TKO（ドクターストップ）     | UFC 107: Penn vs. Sanchez 【UFC世界ライト級タイトルマッチ】        | 2009年12月12日 |
| ○    | ケニー・フロリアン       | 4R 3:45 チョークスリーパー          | UFC 101: Declaration 【UFC世界ライト級タイトルマッチ】             | 2009年8月8日   |
| ×    | ジョルジュ・サンピエール | 4R終了時 TKO（コーナーストップ）    | UFC 94: St-Pierre vs. Penn 2 【UFC世界ウェルター級タイトルマッチ】 | 2009年1月31日  |
| ○    | ショーン・シャーク       | 3R終了時 TKO (コーナーストップ）    | UFC 84: Ill Will 【UFC世界ライト級タイトルマッチ】                 | 2008年5月24日  |
| ○    | ジョー・スティーブンソン | 2R 4:02 チョークスリーパー          | UFC 80: Rapid Fire 【UFC世界ライト級王座決定戦】                   | 2008年1月19日  |
| ○    | ジェンス・パルヴァー     | 2R 3:12 チョークスリーパー          | The Ultimate Fighter 5 Finale                                      | 2007年6月23日  |
| ×    | マット・ヒューズ         | 3R 3:53 TKO（パウンド）             | UFC 63: Hughes vs. Penn 【UFC世界ウェルター級タイトルマッチ】      | 2006年9月23日  |
| ×    | ジョルジュ・サンピエール | 5分3R終了 判定1-2                   | UFC 58: USA vs. Canada                                             | 2006年3月4日   |
| ○    | ヘンゾ・グレイシー       | 5分3R終了 判定3-0                   | K-1 WORLD GP 2005 in HAWAII                                        | 2005年7月29日  |
| ×    | リョート・マチダ         | 5分3R終了 判定0-3                   | HERO'S                                                             | 2005年3月26日  |
| ○    | ホドリゴ・グレイシー     | 5分3R終了 判定3-0                   | Rumble on the Rock 6                                               | 2004年11月20日 |
| ○    | ドゥエイン・ラドウィック | 1R 1:45 肩固め                      | ROMANEX 格闘技世界一決定戦                                         | 2004年5月22日  |
| ○    | マット・ヒューズ         | 1R 4:39 チョークスリーパー          | UFC 46: Supernatural 【UFC世界ウェルター級タイトルマッチ】         | 2004年1月31日  |
| ○    | 五味隆典                 | 3R 2:38 チョークスリーパー          | Rumble on the Rock 4                                               | 2003年10月10日 |
| △    | 宇野薫                   | 5分5R終了 判定1-1                   | UFC 41: Onslaught 【ライト級王座決定トーナメント 決勝】            | 2003年2月28日  |
| ○    | マット・セラ             | 5分3R終了 判定3-0                   | UFC 39: The Warriors Return 【ライト級王座決定トーナメント 1回戦】 | 2002年9月27日  |
| ○    | ポール・クレイトン       | 2R 3:23 TKO（マウントパンチ）       | UFC 37: High Impact                                                | 2002年5月10日  |
| ×    | ジェンス・パルヴァー     | 5分5R終了 判定0-2                   | UFC 35: Throwdown 【UFC世界ライト級タイトルマッチ】                | 2002年1月11日  |
| ○    | 宇野薫                   | 1R 0:11 KO（スタンドパンチ連打）    | UFC 34: High Voltage                                               | 2001年11月2日  |
| ○    | ディン・トーマス         | 1R 2:42 TKO（膝蹴り→パウンド）      | UFC 32: Showdown in the Meadowlands                                | 2001年6月29日  |
| ○    | ジョーイ・ギルバート     | 1R 4:57 TKO（パウンド）             | UFC 31: Locked and Loaded                                          | 2001年5月4日   |

## 獲得タイトル
- 世界柔術選手権 黒帯ペナ級 優勝（2000年）
- 第4代UFC世界ウェルター級王座（2004年）
- 第3代UFC世界ライト級王座（2008年）

## 表彰
- UFC
  - ファイト・オブ・ザ・ナイト（2回）
  - ノックアウト・オブ・ザ・ナイト（1回）
  - サブミッション・オブ・ザ・ナイト（2回）
  - UFC殿堂入り（2015年）
- MMA Fighting ファイト・オブ・ザ・イヤー（2006年/ジョルジュ・サンピエール戦）
- SHERDOG ファイター・オブ・ザ・イヤー（2004年）
- SHERDOG 殿堂入り（2014年）
- スポーツ・イラストレイテッド
  - UFCグレイテスト・ファイト（2012年、1位マット・ヒューズ戦/2006年、8位ジョルジュ・サンピエール戦/2006年）

## ペイ・パー・ビュー販売件数
| 開催年月日     | イベント                                                 | 販売件数  | 備考                 |
| -------------- | -------------------------------------------------------- | --------- | -------------------- |
| 2011年10月29日 | UFC 137: BJ・ペン vs. ニック・ディアス                   | 28万件    |                      |
| 2011年2月27日  | UFC 127: BJ・ペン vs. ジョン・フィッチ                   | 26万件    |                      |
| 2010年8月28日  | UFC 118: フランク・エドガー vs. BJ・ペン2                | 57万件    |                      |
| 2010年4月10日  | UFC 112: アンデウソン・シウバ vs. デミアン・マイア       | 50万件    | セミファイナルに出場 |
| 2009年8月8日   | UFC 101: BJ・ペン vs. ケニー・フロリアン                 | 85万件    |                      |
| 2009年1月31日  | UFC 94: ジョルジュ・サンピエール vs. BJ・ペン2           | 92万件    |                      |
| 2008年5月24日  | UFC 84: BJ・ペン vs. ショーン・シャーク                  | 47万5千件 |                      |
| 2008年1月19日  | UFC 80: BJ・ペン vs. ジョー・スティーブンソン            | 22万5千件 |                      |
| 2006年9月23日  | UFC 63: マット・ヒューズ vs. BJ・ペン2                   | 40万件    |                      |
| 2004年1月31日  | UFC 46: ランディ・クートゥア vs. ビクトー・ベウフォート2 | 8万件     | セミファイナルに出場 |
| 2002年1月11日  | UFC 35: ジェンス・パルヴァー vs. BJ・ペン1               | 3万5千件  |                      |

## 出演

### CM
- アサシン クリード